# Guapotá
Guapotá è un comune della Colombia facente parte del dipartimento di Santander.
L'abitato venne fondato da Rafael Garcia e Justo Pastor Parra nel 1810, mentre l'istituzione del comune è del 1886.